# Ghiacciaio Rutkowski
Il Ghiacciaio Rutkowski (in lingua inglese: Rutkowski Glacier) è un ghiacciaio antartico che fluisce in direzione est dalla porzione settentrionale della calotta glaciale del Dominion Range, catena montuosa che fa parte dei Monti della Regina Maud, in Antartide.
Il ghiacciaio è posizionato a est del Mount Mills e scende in direzione nordest verso il Meyer Desert dove termina senza andare a confluire nel Ghiacciaio Beardmore. 
La denominazione è stata assegnata nel 1966 dal Comitato consultivo dei nomi antartici (US-ACAN) in onore di Richard L. Rutkowski, meteorologo dell'United States Antarctic Research Program (USARP) presso la Base Amundsen-Scott nel 1962.